# Hexatoma ferruginosa
Hexatoma ferruginosa är en tvåvingeart som först beskrevs av Frederik Maurits van der Wulp 1885.  Hexatoma ferruginosa ingår i släktet Hexatoma och familjen småharkrankar. Inga underarter finns listade i Catalogue of Life.